# Richard Baquié
 (février 2021).
Si vous disposez d'ouvrages ou d'articles de référence ou si vous connaissez des sites web de qualité traitant du thème abordé ici, merci de compléter l'article en donnant les références utiles à sa vérifiabilité et en les liant à la section « Notes et références ».
Richard Baquié (Marseille 1er mai 1952 - Marseille 17 janvier 1996), est un plasticien et sculpteur français.

## Biographie
La culture musicale, plastique ou cinématographique des années 1960-70 imprègne la sensibilité artistique de Richard Baquié, qu'il exprime par le biais d'objets recyclés et détournés : morceaux de voiture, avion de fer blanc, associés à des mots, des sons et des images.
L'ensemble de l'œuvre de Richard Baquié récupère, mêle, détourne les matériaux, les objets et les mots, leurs formes, leur propriété et leur sens. Utilisant l'association, l'assemblage, le collage et la discordance de fragments d'objets et de mots; la pauvreté des matériaux, leur caractère de déchets industriels.
À propos de l'œuvre de Richard Baquié on évoque Robert Rauschenberg pour l'attitude artistique où le bricolage ; on évoque aussi Marcel Duchamp, pour l'appropriation et le détournement. Dans un entretien Baquié déclarait : « J'ai... toujours été séduit par le pouvoir des mots et le chiasme qu'ils produisent si vous les mettez sur le même plan que les images. Il s'agit, pour les mots comme pour les objets - mais n'est-ce pas la même chose ? - d'appropriation ».

## Œuvres
- Que reste-t-il de ce que l'on a pensé et non dit ?, 1985
- Epsilon, 1986
- Sans titre, 1990
- Bataille, 1989
- L'aventure (Le café du matin), 1988
- Traversée 1 & Traversée 2, 1989
- Fixer l'instant, 1992
- Amore mio, 1985
- Machine à caniveau, 1984
- Projections, 1983
- Sans titre. Étant donnés : 1° la chute d’eau, 2° le gaz d’éclairage… ; 1991- Dimensions : 251 x 204 x 406 cm N° d’inventaire : 992.13.1? Collection MAC Lyon
- Tout est si vite arrivé, 1986, Collection Hôtel d’Agar Cavaillon
- Le Cockpit, 1986-1987, Collection du Mucem, Marseille[2]